# بوریس بودایف
بوریس بودایف (انگلیسی: Boris Budayev؛ زادهٔ ۱۹ ژوئیهٔ ۱۹۵۷) کشتی‌گیر آزاد اهل شوروی بود. وی در بازی‌های المپیک تابستانی ۱۹۹۶ شرکت کرده‌است.